# Apiphobie

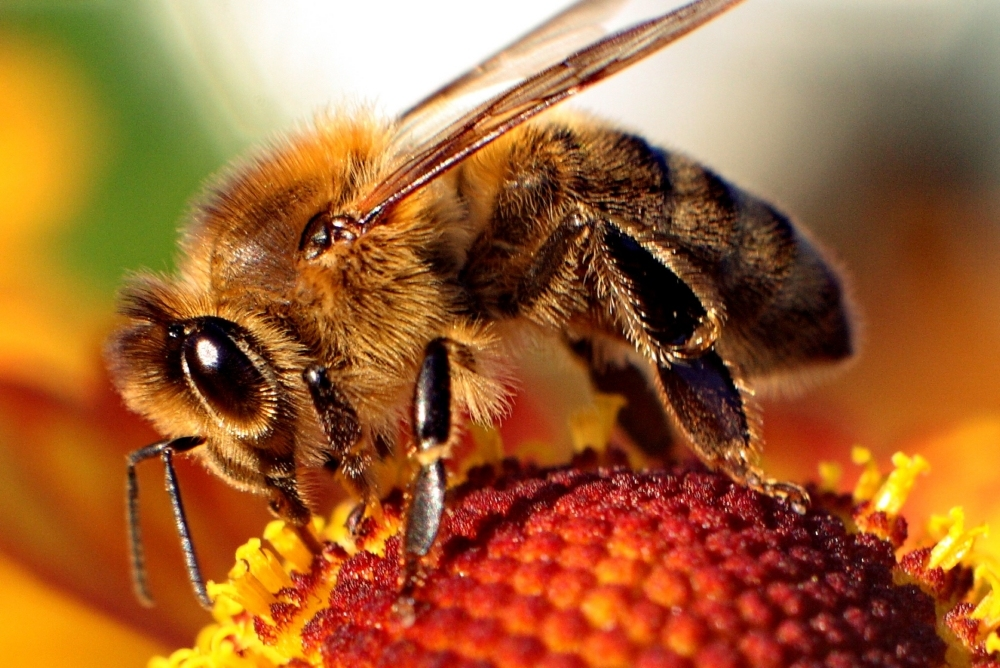
Abeille butinant une fleur.

L'apiphobie (peur des abeilles ou mélissophobie) est la peur des abeilles, guêpes, bourdons ou frelons.
C'est une phobie spécifique, qui peut survenir de façon spontanée, ou après une confrontation vécue comme traumatisante avec l'objet de la phobie (piqûre d'insecte, concernant le sujet lui-même, ou dont il a été spectateur).
L'individu souffrant de cette phobie redoute surtout la douleur, mais aussi l'étouffement en cas de piqûre à la gorge. Ce même individu a parfois, par la même occasion, peur des piqûres en général (ex : prises de sang, vaccins, etc.).
Les symptômes de cette phobie consistent en un ensemble de stratégies d'évitement des insectes craints (fuite, évitement des repas à l'extérieur, ou des lieux que le sujet identifie comme « à risque »), et des réactions de panique lors des confrontations.
De façon générale, les humains ont une tendance naturelle à éviter les risques de piqûres par les insectes. Le problème est l'ampleur de la peur et de l'évitement, et l'importance de cette préoccupation dans la vie quotidienne.
Plus la personne sujette à cette phobie évite la confrontation avec l'objet de sa peur, plus elle renforce cette peur et la conviction que sa fuite est la seule solution.
L'apiphobie est une cause de zoophobie répandue chez les enfants. Les adultes arrivent à contenir leur peur plus facilement.